# Gorączka złotego
Gorączka złotego – polski film niemy z 1926 roku. Satyra na życie finansjery. Film nie zachował się do naszych czasów.

## Obsada
- Nora Ney
- Zula Pogorzelska